# Erkki Rajala
Erkki Kalervo Rajala (* 12. März 1923 in Orimattila; † 5. Dezember 1977 in Lahti) war ein finnischer Skispringer.

## Werdegang
Rajala, der für Lahden Hiihtoseura startete, gehörte bei den Olympischen Winterspielen 1948 in St. Moritz zum finnischen Nationalteam. Im ersten Durchgang stürzte er schwer und konnte damit den Wettbewerb nicht beenden. 1950 gehörte er wieder zum international antretenden Kader und gewann das Springen in seiner Heimatstadt Lahti. In Rovaniemi stürzte er, konnte jedoch in Garmisch-Partenkirchen auf Rang drei springen. 1951 beendete er die Schweizer Skisprungwoche auf dem fünften Rang.
1952 sprang er mit 104 Metern in Oberstdorf seine persönliche Bestweite.